# Historisk tid
Historisk tid er den tid, hvis begivenheder man kender gennem troværdige skriftlige kilder.
Skriftlige kilder forudsætter opfindelsen eller udbredelsen af skriftsprog, så i skriftløse kulturer er historisk tid gerne begyndt i forbindelse med nabofolks beskrivelser, eksempelvis i forbindelse med handel, krig eller mission.
I Danmark regnes historisk tid ofte fra omkring vikingetidens afslutning, cirka år 1050.
| Skriftens tilsynekomst i Asien                   |              |                    |                                                                                          |
| Primær kultur                                    | Region       | Tid                | Bemærkning                                                                               |
| Sumer                                            | Mellemøsten  | 4. årtusinde f.Kr. | Sumerisk kileskrift. Keramik, landbrug, byer og kult. Kobberalder til ældre bronzealder. |
| Induskulturen (Harappa)                          | Indien       | 3. årtusinde f.Kr. | Hieroglyfisk. Keramik, landbrug og byer. Bronzealder.                                    |
| Shang-dynastiet                                  | Kina         | 2. årtusinde f.Kr. | Kinesisk. Keramik, landbrug, byer, kult og mønter. Bronzealder.                          |
| Vedisk kultur                                    | Indien       | 1. årtusinde f.Kr. | Sanskrit. Stor lighed med harappisk kultur. Bronzealder.                                 |
| Skriftens tilsynekomst i præ-columbiansk Amerika |              |                    |                                                                                          |
| Maya                                             | Mesoamerika  | 1. årtusinde f.Kr. | Maya glyf. Keramik, landbrug, byer og kult.                                              |
| Skriftens tilsynekomst i Europa. Klassisk oldtid |              |                    |                                                                                          |
| Minoisk kultur                                   | Kreta        | 2. årtusinde f.Kr. | Kretiske hieroglyffer og Linear A. Keramik, landbrug og byer. Bronzealder.               |
| Oldtidens Grækenland                             | Grækenland   | 1. årtusinde f.Kr. | Græsk. Keramik, landbrug og byer. Jernalder.                                             |
| Det romerske kongedømme                          | Italien      | 1. årtusinde f.Kr. | Latin. Keramik, landbrug og byer. Jernalder.                                             |
| Danmark                                          | Skandinavien | 1075               | Latin (indført). Keramik, landbrug og byer. Jernalder.                                   |